# 韦尔松
韦尔松（法語：Verson，法語發音：[vɛʁsɔ̃] ⓘ）是法国卡尔瓦多斯省的一个市镇，属于卡昂区。

## 地理
韦尔松（49°9'18"N, 0°27'9"W）面积10.36 平方千米，位于法国诺曼底大区卡爾瓦多斯省，该省份为法国西北部沿海省份，北濒大西洋英吉利海峡，东北与滨海塞纳省以海上边界相接，东临厄尔省，南至奧恩省，西与芒什省接壤。
与韦尔松接壤的市镇（或旧市镇、城区）包括：奥东河畔布雷特维尔、卡尔皮凯、埃泰尔维尔、方丹埃图普富尔、穆昂、圣芒维厄-诺雷、奥东河畔巴龙、蒂和米。

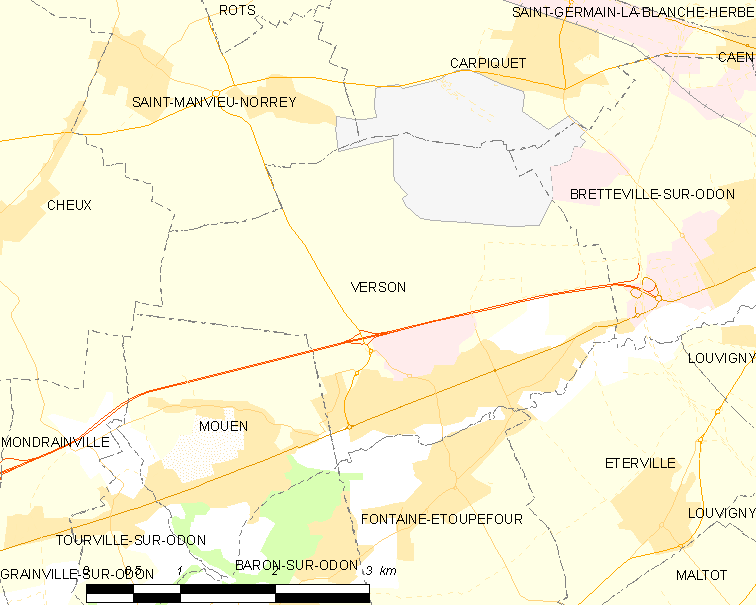
韦尔松的OSM定位图

韦尔松的时区为UTC+01:00、UTC+02:00（夏令时）。

## 行政
韦尔松的邮政编码为14790，INSEE市镇编码为14738。

## 政治
韦尔松所属的省级选区为卡昂第一县。

## 人口

1962-2008年间韦尔松人口变化图示

韦尔松于2022年1月1日时的人口数量为3927人。